# Melanotaenia corona
Melanotaenia corona är en fiskart som beskrevs av Allen 1982. Melanotaenia corona ingår i släktet Melanotaenia och familjen Melanotaeniidae. IUCN kategoriserar arten globalt som otillräckligt studerad. Inga underarter finns listade i Catalogue of Life.